# Detestande feritatis

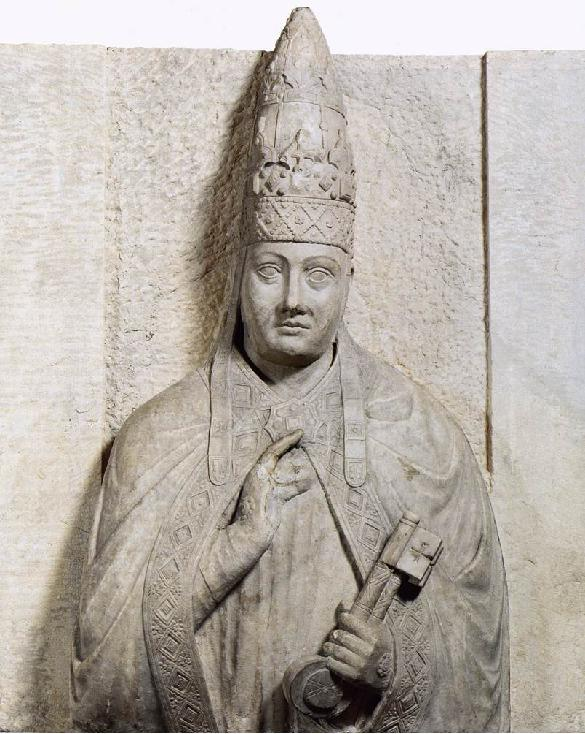
Sculpture représentant le pape Boniface, l'émetteur de la décrétale Detestande feritatis.

Detestande feritatis est une décrétale émise par le pape Boniface VIII le 27 septembre 1299 et promulguée une deuxième fois le 18 février 1300. Elle proclame sa ferme opposition au dépeçage des cadavres, mais aussi et surtout à leur démembrement.

## Contenu
La pratique condamnée avait longtemps été justifiée par un transport plus aisé de la dépouille du lieu de la mort à celui choisi pour la sépulture, mais était désormais devenue volontaire, comme en témoignent de nombreux testaments. Le texte papal favorise en remplacement de cette méthode un ensevelissement de la dépouille sur le lieu du décès le temps qu'elle soit réduite en poussière par la décomposition avant une éventuelle exhumation puis un hypothétique déplacement vers le site de repos définitif. La sanction établie est l'excommunication.

## Interprétations
La décrétale doit être considérée, selon Agostino Paravicini Bagliani, « comme une intervention officielle et solennelle en faveur de l'intégrité du corps : peut-être même la plus solennelle qui ait été exprimée au Moyen Âge. » Elle traduit en outre « une exacerbation personnelle du pape pour le corps », exacerbation que trahit par exemple sa décision de faire construire dès son élection un sépulcre comportant un gisant représentant sa physionomie comme s'il était en vie. Boniface VIII est également connu pour avoir ordonné l'érection systématique de statues représentant son portrait sculpté devant le Latran et le Vatican ainsi que dans des villes comme Florence, Bologne, Orvieto et Anagni.
D'après l'épistémologue Rafael Mandressi, la Detestande feritatis n'interdit nullement le développement de l'anthropotomie, contrairement à ce que l'on a longtemps pensé : « on disséquait avant la promulgation de la décrétale, on disséqua également tout de suite après. » En outre, elle tomba rapidement en désuétude quant à son objet spécifique : en France, quasiment tous les rois et reines depuis Philippe le Bel obtinrent des dispenses spéciales des papes pour contourner l'interdit.